# Pawlo Eljanow
Pawlo Wolodymyrowytsch Eljanow (ukrainisch Павло Володимирович Ельянов, FIDE-Schreibweise Pavel Eljanov; * 10. Mai 1983 in Charkiw) ist ein ukrainischer Schach-Großmeister.

## Leben
Pawlo Eljanow kommt aus der Charkiwer Schachschule, sein Vater Wolodymyr hatte eine Schachbuchdruckerei und war auch selbst Schachtrainer.
Eljanow wurde ungeteilter Sieger beim stark besetzten Open in Amsterdam 2005. Er siegte auch im Spitzenturnier Montreal Empresa International 2006. Ein weiterer Erfolg war der Sieg bei Corus B in Wijk aan Zee 2007.
2009 gewann er das Turnier von Bosna Sarajevo mit 1,5 Punkten Vorsprung vor Borki Predojević und Wang Hao. Eljanow bezeichnete dies als bisher größten Erfolg seiner Karriere. 2010 gewann er das Grand-Prix-Turnier in Astrachan und den Politiken Cup in Kopenhagen. Im Oktober 2010 gewann er mit der Ukraine, für die er an Brett 3 spielte, die Schacholympiade in Chanty-Mansijsk. 2013 gewann er das 14. Karpow-Turnier in Poikowski. Im April 2014 gewann er das B-Turnier des als Gedächtnisturnier für den im Januar verstorbenen aserbaidschanischen Großmeister Vüqar Həşimov ausgetragenen Shamkir Chess. Eljanow ist auch als Sekundant von Boris Gelfand tätig.
Seit 2005 nahm Eljanow sechsmal am Schach-Weltpokal teil. 2015 erzielte er dabei sein bestes Ergebnis, als er völlig überraschend unter 128 Teilnehmern das Halbfinale erreichte, in dem er knapp dem späteren Sieger Sergei Karjakin unterlag. Unter anderem hatte er im Viertelfinale Hikaru Nakamura geschlagen. Durch diesen Erfolg gewann er 36 Elo-Punkte und stieß in der Weltrangliste von Rang 32 auf Rang 13 vor.
In den Jahren 2021 und 2022 gewann Elianow die Dortmunder Schachtage.
Seit April 2009 ist er mit WIM Olena Dworetska verheiratet.

## Mannschaftsschach

### Nationalmannschaft
Eljanow nahm mit der ukrainischen Mannschaft an allen acht Schacholympiaden seit 2004 teil. Die Mannschaft gewann den Wettbewerb 2004 und 2010 und erreichte 2012 den dritten und 2016 den zweiten Platz, Eljanow erreichte 2010 außerdem das zweitbeste Einzelergebnis und 2014 das drittbeste Einzelergebnis am dritten Brett. Außerdem nahm Eljanow an den Mannschaftsweltmeisterschaften 2005, 2011 und 2015 und den Mannschaftseuropameisterschaften 2003, 2005, 2009, 2011, 2015 und 2017 teil. Bei den Weltmeisterschaften erreichte er mit der Mannschaft 2011 den dritten und 2015 den zweiten Platz, bei der Europameisterschaft gelangte er 2009 und 2017 mit der Mannschaft auf den dritten Platz, in der Einzelwertung erreichte er 2009 das beste Ergebnis am Spitzenbrett und 2015 das zweitbeste Ergebnis am zweiten Brett.

### Vereine
In der ukrainischen Mannschaftsmeisterschaft spielt Eljanow seit 1999 für Law Academy Kharkiv. Mit diesem wurde er 2000, 2004, 2005 und 2013 ukrainischer Mannschaftsmeister und nahm zweimal am European Club Cup teil.
Eljanow spielte in der deutschen Schachbundesliga von 2005 bis 2008 für den SV Wattenscheid, von 2008 bis 2012 für den SV Werder Bremen und von der Saison 2014/15 bis zur Saison 2018/19 für den USV TU Dresden. Für die Saison 2023/24 ist er beim MSA Zugzwang gemeldet. In Österreich spielte er in der Saison 2009/10 für den SK Advisory Invest Baden. In Frankreich spielte Eljanow in der Saison 2005/06 für C.E.M.C. Monaco, in der Saison 2006/07 für den Paris Chess Club, in der Saison 2007/08 für den Meister Clichy-Echecs-92, von 2009 bis 2011 für Évry Grand Roque und seit 2018 für Nice Alekhine.
Die bosnische Premijer Liga gewann Eljanow 2006 und 2009 mit dem ŠK Bosna Sarajevo, in der chinesischen Mannschaftsmeisterschaft spielte er 2011 und 2012 für die Mannschaft der Shanghai Jianqiao University, mit der er 2012 Mannschaftsmeister wurde, und 2018 für Hangzhou Bank.
In der russischen Mannschaftsmeisterschaft spielte Eljanow von 2005 bis 2013 für Ekonomist-1 Saratow, mit dem er auch dreimal am European Club Cup teilnahm; er gewann diesen 2009 und 2010 mit der Mannschaft und erreichte 2011 das drittbeste Ergebnis am dritten Brett. In Israel spielte er für die Mannschaft von Aschdod, mit der er fünfmal am European Club Cup teilnahm, in der spanischen Mannschaftsmeisterschaft spielte Eljanow 2005 und 2006 für CA Intel-Tiendas UPI Mancha Real, 2008 für CA Mérida Patrimonio-Ajoblanco. Am European Club Cup nahm Eljanow außerdem 2016 und 2017 mit Alkaloid Skopje teil, dabei gewann er 2016 mit der Mannschaft und erreichte gleichzeitig das drittbeste Einzelergebnis am dritten Brett; 2017 belegte er mit der Mannschaft den zweiten Platz.